# Academie voor Theater en Dans
De Academie voor Theater en Dans (ATD), voorheen de Theaterschool, is een opleidingsinstituut op hbo-niveau. De academie verzorgt twaalf bachelor-, drie masteropleidingen, één associate degree en één vooropleiding op het brede gebied van theater en dans. Alle opleidingen zijn op hoog niveau verbonden met een beroepspraktijk, zowel nationaal als internationaal. Studenten worden opgeleid tot acteur, theatermaker, mimespeler/ -maker, danser, choreograaf, theater- of dansdocent, en tot regisseur, scenograaf, technisch ontwerper, inspiciënt, productieleider en creative producer.
De Academie voor Theater en Dans maakt deel uit van de Amsterdamse Hogeschool voor de Kunsten (AHK) samen met de Breitner Academie, het Conservatorium van Amsterdam, de Nederlandse Filmacademie, de Reinwardt Academie en de Academie van Bouwkunst. De Academie voor Theater en Dans is gevestigd aan de Jodenbreestraat 3 in Amsterdam.
Alle opleidingen aan de ATD zijn door het ministerie van OC&W geaccrediteerd. Studenten kunnen hierdoor een studielening aanvragen als ze definitief tot een opleiding zijn toegelaten.

## Geschiedenis
De Theaterschool is opgericht door Jan Kassies in 1968 en is ontstaan uit een samenwerkingsverband van diverse Amsterdamse theater- en dansscholen: de Toneelschool (opgericht in 1874), de Academie voor Kleinkunst (1960), de Mime Opleiding (1962), de Nel Roos Balletacademie, Scapino Dansacademie (1951), de Moderne Dans Opleiding, onder leiding van Pauline de Groot en Koert Stuyf, later de SNDO/School voor Nieuwe Dansontwikkeling (1975) en de verschillende docentenopleidingen, o.a. Dansexpressie en Docent Dramatische Vorming/ Regie.
In 1988 werd de Theaterschool als nieuwe faculteit onderdeel van de Amsterdamse Hogeschool voor de Kunsten.
Sinds 1 september 2016 is de naam Theaterschool vervangen voor Academie voor Theater en Dans.

## Amsterdamse Toneelschool&Kleinkunstacademie (BA)
De Amsterdamse Toneelschool&Kleinkunstacademie (ATKA) is in januari 2001 ontstaan uit een fusie tussen de Amsterdamse Toneelschool (opgericht in 1874) en de Akademie voor Kleinkunst (opgericht in 1960).
De Amsterdamse Toneelschool werd in 1874 opgericht door het Nederlands Toneelverbond. De eerste directeur was J.H. Rennefeld. In 1968 ontstond onder aanvoering van de toenmalige Toneelschooldirecteur Jan Kassies de Theaterschool, een samenwerkingsverband van een aantal Amsterdamse theater- en dansscholen, waaronder de Toneelschool, de Akademie voor Kleinkunst, de Scapino Dansacademie en de Nel Roos Academie voor ballet.
Rond 1958 werd de Werkgroep Nederlands Cabaret opgericht en startte er tevens een opleiding onder de naam "De Cabaretschool". Initiatiefnemer was Bob Bouber, telg uit een beroemde toneelfamilie. In 1960 werd de naam van de opleiding officieel gewijzigd in ‘Stichting Akademie voor Kleinkunst’. In 1963 namen Johan Verdoner en Jo Gütlich het roer van Bouber over.
In 1968 trad de Akademie voor Kleinkunst toe tot de Theaterschool.
De ATKA is een door het ministerie van OC&W gesubsidieerde, vierjarige bacheloropleiding in het kunstvakonderwijs (hbo). Studenten worden opgeleid tot acteur voor klassiek en modern repertoiretoneel, voor muziek- en kleinkunsttheater, voor film en televisie en performer van eigen drama tot cabaret.
In 2014 werd een docent ontslagen wegens grensoverschrijdend gedrag. Het jaar erna kwam de opleiding landelijk negatief in het nieuws vanwege enkele vermeende leraar-studentrelaties. In 2023 verscheen het rapport Schaduwdansen over grensoverschrijdingen in de danswereld, waarna de Academie voor Theater en Dans verklaarde maatregelen te hebben genomen: "We onderschrijven dat hoger dansonderwijs niet altijd een veilige plek is geweest.  Grensoverschrijdend gedrag komt in vele vormen voor en is niet altijd duidelijk te herkennen. Ook in het professionele dansonderwijs worden we hiermee geconfronteerd en het rapport bevestigt dat."

### Bekende alumni
Enkele alumni van de vroegere Toneelschool, de vroegere Akademie voor Kleinkunst en de huidige Amsterdamse Toneelschool&Kleinkunstacademie zijn:
- Aart Staartjes
- Abbey Hoes
- Acda en De Munnik
- Ad Knippels
- Alex Klaasen
- Alexandra Alphenaar
- Albert Verlinde
- Anna Drijver
- Anne-Marie Jung
- Annick Boer
- Ank van der Moer
- Arjan Ederveen
- Ashton Brothers
- Aus Greidanus sr.
- Bram van der Vlugt
- Burny Every
- Bracha van Doesburgh
- Camilla Meurer
- Carice van Houten
- Carolien Borgers
- Christine de Boer
- Daan Schuurmans
- Daniël Arends
- Daniël Boissevain
- Daniël Samkalden
- Dave Mantel
- Droog Brood
- Ellen ten Damme
- Elise Schaap
- Erik de Vogel
- Eva Van der Gucht
- Florentina Holzinger
- Frank Lammers
- Frederik de Groot
- Géza Weisz
- Hannah Hoekstra
- Hugo Konings
- Inge Ipenburg
- Jacqueline van de Geer
- Jan Joris Lamers
- Javier Guzman
- Jette van der Meij
- Jeroen van Koningsbrugge
- Jip Smit
- Johnny Kraaijkamp jr.
- Joop Admiraal
- Joost Prinsen
- Karina Smulders
- Karin Bloemen
- Katja Herbers
- Kees Boot
- Kees Hulst
- Kees Prins
- Kim van Zeben
- Lies Visschedijk
- Lineke Rijxman
- Lone van Roosendaal
- Maaike Martens
- Maarten Heijmans
- Maarten Wansink
- Marcel Musters
- Marianne van Wijnkoop
- Marjolijn Touw
- Marlijn Weerdenburg
- Martijn Nieuwerf
- Martine Sandifort
- Maya Hakvoort
- Meral Polat
- Merel Baldé
- Mohammed Azaay
- Nelly Frijda
- Nyncke Beekhuyzen
- Nynke Laverman
- Olga Zuiderhoek
- Oscar Aerts
- Pepijn Schoneveld
- Peter Oosthoek
- Plien en Bianca
- Ramses Shaffy
- Randy Fokke
- Rop Verheijen
- Rutger Hauer
- Reinier Heidemann
- Ricky Koole
- Rogier in 't Hout
- Sanne den Hartogh
- Sarah Bannier
- Sarah Janneh
- Saskia Meulendijks
- Simone Kleinsma
- Sjaan Duinhoven
- Susan Visser
- Sytske van der Ster
- Thekla Reuten
- Theo Nijland
- Thomas Cammaert
- Tina de Bruin
- Tjitske Reidinga
- Tom van Kalmthout
- Ton Lutz
- Tosca Niterink
- De Vliegende Panters
- Van der Laan & Woe
- Victor Reinier
- Wende Snijders
- Willem Nijholt
- Wouter de Jong
- Yannick van de Velde
- Ybeltje Berckmoes-Duindam
- Yentl Schieman

## Lijst van (voormalig) directeuren[2]
- Mechtild van den Hombergh (ad interim), vanaf 1 september 2023
- Anthony Heidweiller, 15 augustus 2021 - 31 augustus 2023[9]
- Marjo van Schaik (ad interim), 1 februari 2020 - 14 augustus 2021[10]
- Jan Zoet, 1 april 2013 - 31 maart 2020[11]
- Herma Hofmeijer (ad interim), 1 april 2011 - 1 juli 2012
- Leontien Wiering, 31 juli 2010 - 31 maart 2011
- André Veltkamp
- Marieke Stenvers & André Veltkamp
- Ben Hurkmans
- Paul Sonke & Rob Weber
- Paul Sonke & Wim Meeuwissen
- Paul Sonke
- Jan Kassies (oprichter)